# Ehemalige Landeshypothekenbank
Die ehemalige Landeshypothekenbank ist ein Verwaltungsbau im Darmstädter Paulusviertel.

## Architektur und Geschichte
In den Jahren 1904/05 gewann der Architekt Paul Meissner (auch: Paul Meißner) den Wettbewerb zum Neubau der Landeshypothekenbank. Die Grundsteinlegung erfolgte im Jahr 1906 – die Einweihung fand im Jahr 1912 statt.
Das Bankgebäude am Paulusplatz ist das architektonische Pendant zur Pauluskirche und flankiert die Westseite des städtebaulich reizvollen Paulusplatzes. Im Jahr 1944 wurde der Verwaltungsbau bei einem Luftangriff im Dachbereich erheblich beschädigt; später aber originalgetreu wiederaufgebaut.
Das dreieinhalbgeschossige Bauwerk ist ein typischer Vertreter des Traditionalismus mit Anklängen an die zur Bauzeit übliche neobarocke Architektur der ausgehenden Jugendstilzeit.
Unterbrochen wird die helle Putzfassade mit ihren strengen Fensterachsen durch zwei wuchtige Risalite und ein Zwerchhaus.
Einziger Schmuck des schiefergedeckten Gebäudes sind die Gesimse aus hellem Naturstein und das üppig gestaltete Portal mit Atlanten von Augusto Varnesi.
Zu dem ehemaligen Bankgebäude, das auf einem Plateau steht, führt eine breite Treppenanlage.
Auf dem Plateau steht ein Brunnen. Die Brunnenplastik stammt von dem Münchner Bildhauer Karl Killer. An der Südostecke des Plateaus befindet sich ein zweiter Brunnen und ein Denkmal.
Die ehemalige Landeshypothekenbank wurde als typisches Beispiel für die Architektur der 1900er Jahre in Darmstadt unter Denkmalschutz gestellt. Das Gebäude beherbergt seit 1959 die Verwaltung der Evangelischen Kirche in Hessen und Nassau.